# Выйти замуж за капитана
«Вы́йти за́муж за капита́на» — советский художественный фильм, поставленный на «Ленфильме» в 1985 году режиссёром Виталием Мельниковым.
Премьера фильма в СССР состоялась в июле 1986 года.
14-е место в прокате (1986) — 11,5 млн зрителей.

## Сюжет
Капитану-пограничнику Александру Блинову уже под тридцать. Немногословный и принципиальный, он не склонен к лёгкому флирту и хочет серьёзных отношений. Отпуск даёт ему такой шанс: ему нужно завезти посылку незнакомой женщине Елене, живущей в городе недалеко от его родной деревни. Позвонив ей с вокзала, он договаривается о встрече у неё дома. Сосед по коммунальной квартире сообщает ему, что Елены нет дома. Капитан едет к матери, через несколько дней снова звонит Елене и, наконец, доставляет посылку.
Елена Журавлёва оказывается фотокорреспондентом, которой после развода досталась фототехника бывшего мужа. Капитан волею обстоятельств вынужден сопровождать Елену в её журналистских заданиях и в поездке на дачу, пытаясь попутно «воспитывать» легкомысленную журналистку. После ссоры, возникшей во время одного из журналистских заданий (репортажа о гниющих в колхозе яблоках, которые скармливают свиньям вместо того, чтобы везти в магазины), Блинов делает Елене признание и уходит.
Блинов возвращается к месту своей службы. Он хочет забыть Елену, не отвечает на её письма, но через некоторое время она сама прилетает к нему на заставу под видом выполнения журналистского задания, но на самом деле имея целью помириться с ним. Елена признаётся Блинову, что сильно хочет за него замуж, потому что любит.

## История создания
Съёмки фильма проходили в 1983 году в Днепропетровске и расположенном неподалёку городе Новомосковске. Сцену купания Александра и Елены снимали на реке Самаре, родную деревню Блинова — в деревне Замостье Гатчинского района Ленинградской области, а эпизод на стрельбище — на территории Хичаурского погранотряда в Аджарской АССР. Сцена приземления вертолёта и пребывания главных героев на заставе, снималась на 15 пограничной заставе с названием Верхние Чхутунети Батумского пограничного отряда, Аджарской АССР.

## Музыка в фильме
Песни, прозвучавшие в фильме большей частью лишь как фон, перекликаются с сюжетом.
Кавер песни «Прощай» группы «Час пик» исполняет местная группа на танцах в сельском клубе. Слова «Если позвал тебя друг, ты помочь поспеши» как бы предваряют ход последующих событий.
Песня «Городские цветы» Михаила Боярского звучит в эпизоде на прогулке, когда Блинов покупает на улице букет белых хризантем и дарит их Елене.
Песня «Журавлик» в исполнении Аллы Пугачевой играет в уличном кафе, где Елена приглашает Блинова на белый танец.
Песня «Окрасился месяц багрянцем» в исполнении Лидии Руслановой звучит по радио в столовой, куда Елену и капитана Блинова настойчиво приглашает на обед председатель колхоза «Победа». Затем радиоведущая объявляет следующую песню «Ах, как хочется влюбиться» Евгения Мартынова на слова Андрея Дементьева.
Песня «Думай-думай» в исполнении Мирдзы Зивере и Иманта Ванзовича из латвийского ВИА «Опус» звучит, когда Блинов до позднего вечера ждёт Елену во дворе её дома.

## Актёры
- Вера Глаголева — Лена (Елена Павловна) Журавлёва, фотокорреспондент
- Виктор Проскурин — Александр Петрович Блинов, капитан пограничных войск
- Вера Васильева — Вера Семёновна, мать Лены
- Николай Рыбников — Кондратий Петрович, сосед Лены, большой начальник на пенсии
- Юрий Демич — Лядов, бывший любовник Лены
- Татьяна Рудина — Полина, подруга Лены, переводчица
- Светлана Крючкова — хозяйка «модного дома»
- Валентина Березуцкая — мать Александра
- Фёдор Одиноков — Андрей Степанович, председатель колхоза

## Съёмочная группа
- Сценарий — Валентин Черных
- Постановка — Виталий Мельников
- Главный оператор — Борис Лизнёв
- Композитор — Исаак Шварц

## Награды
- 1986 — ежегодный конкурс журнала «Советский экран»:
  - Вера Глаголева (лучшая актриса)
  - Николай Рыбников (лучший актёр эпизода)